# Izel-lès-Hameau
Izel-lès-Hameau är en kommun i departementet Pas-de-Calais i regionen Hauts-de-France i norra Frankrike. Kommunen ligger i kantonen Aubigny-en-Artois som tillhör arrondissementet Arras. År 2022 hade Izel-lès-Hameau 740 invånare.

## Befolkningsutveckling
Antalet invånare i kommunen Izel-lès-Hameau
| Referens: INSEE |